# Oxalis ciliata
Oxalis ciliata är en harsyreväxtart som beskrevs av Spreng. och Prog.. Oxalis ciliata ingår i släktet oxalisar, och familjen harsyreväxter. Inga underarter finns listade i Catalogue of Life.